# Amorphophallus
Amorphophallus Blume ex Decne è un genere di piante della famiglia Araceae.

## Tassonomia
Il genere comprende oltre 200 specie tra cui:
- Amorphophallus abyssinicus
- Amorphophallus albus
- Amorphophallus amygdaloides
- Amorphophallus angolensis
- Amorphophallus angustispathus
- Amorphophallus ankarana
- Amorphophallus aphyllus
- Amorphophallus baumannii
- Amorphophallus beccarii
- Amorphophallus borneensis
- Amorphophallus brevispathus
- Amorphophallus bulbifer
- Amorphophallus canaliculatus
- Amorphophallus cirrifer
- Amorphophallus coaetaneus
- Amorphophallus commutatus
- Amorphophallus corrugatus
- Amorphophallus dactylifer
- Amorphophallus declinatus
- Amorphophallus decus-silvae
- Amorphophallus discophorus
- Amorphophallus dracontioides
- Amorphophallus eburneus
- Amorphophallus eichleri
- Amorphophallus galbra
- Amorphophallus glossophyllus
- Amorphophallus henryi
- Amorphophallus hewitii
- Amorphophallus hirsutus
- Amorphophallus hirtus
- Amorphophallus hohenackeri
- Amorphophallus hottae
- Amorphophallus impressus
- Amorphophallus interruptus
- Amorphophallus johnsonii
- Amorphophallus kiusiuensis
- Amorphophallus konjac
- Amorphophallus konkanensis
- Amorphophallus krausei
- Amorphophallus lambii
- Amorphophallus lanuginosus
- Amorphophallus laoticus
- Amorphophallus lewallei
- Amorphophallus longiconnectivus
- Amorphophallus longituberosus
- Amorphophallus margaritifer
- Amorphophallus maxwellii
- Amorphophallus mossambicensis
- Amorphophallus muelleri
- Amorphophallus napalensis
- Amorphophallus napiger
- Amorphophallus ochroleucus
- Amorphophallus paeoniifolius
- Amorphophallus palawanensis
- Amorphophallus pendulus
- Amorphophallus pingbianensis
- Amorphophallus pusillus
- Amorphophallus pygmaeus
- Amorphophallus rhizomatosus
- Amorphophallus sagittarius
- Amorphophallus salmoneus
- Amorphophallus scutatus
- Amorphophallus smithsonianus
- Amorphophallus sumawongii
- Amorphophallus symonianus
- Amorphophallus taurostigma
- Amorphophallus thaiensis
- Amorphophallus tinekeae
- Amorphophallus titanum
- Amorphophallus variabilis
- Amorphophallus yunnanensis
- Amorphophallus zenkeri